# Pont des Premières Eaux
Le pont des Premières Eaux est un aqueduc romain situé à Aix-en-Provence. 

## Histoire
Le monument fait l'objet d'un classement partiel au titre des monuments historiques depuis 1963. Deux autres éléments de l’aqueduc, situés dans deux mur de la residence " les deux cent logements " cours des Alpes, sont également concernés par cet arrêté. 

## Descriptif du bâtiment
Du Pont des Premières Eaux, classé monument historique, ne subsiste qu’une voûte en plein cintre en pierre de Bibemus. Cette voûte enjambe l’actuelle traverse Malakoff à Aix en Provence. Sur ce pont aqueduc passaient l'ensemble des eaux de trois anciens aqueducs Romains qui alimentaient Aquae Sextiae : L’aqueduc de Vauvenargues, celui des Pinchinats et celui de Saint-Antonin.
Mais, la photographie présentée ici est prise du mauvais côté. Le Canal Zola, mis en service en 1854, passe exactement au même endroit. Donc sur la photographie nous voyons le pont du Canal Zola. La voûte romaine est juste derrière.

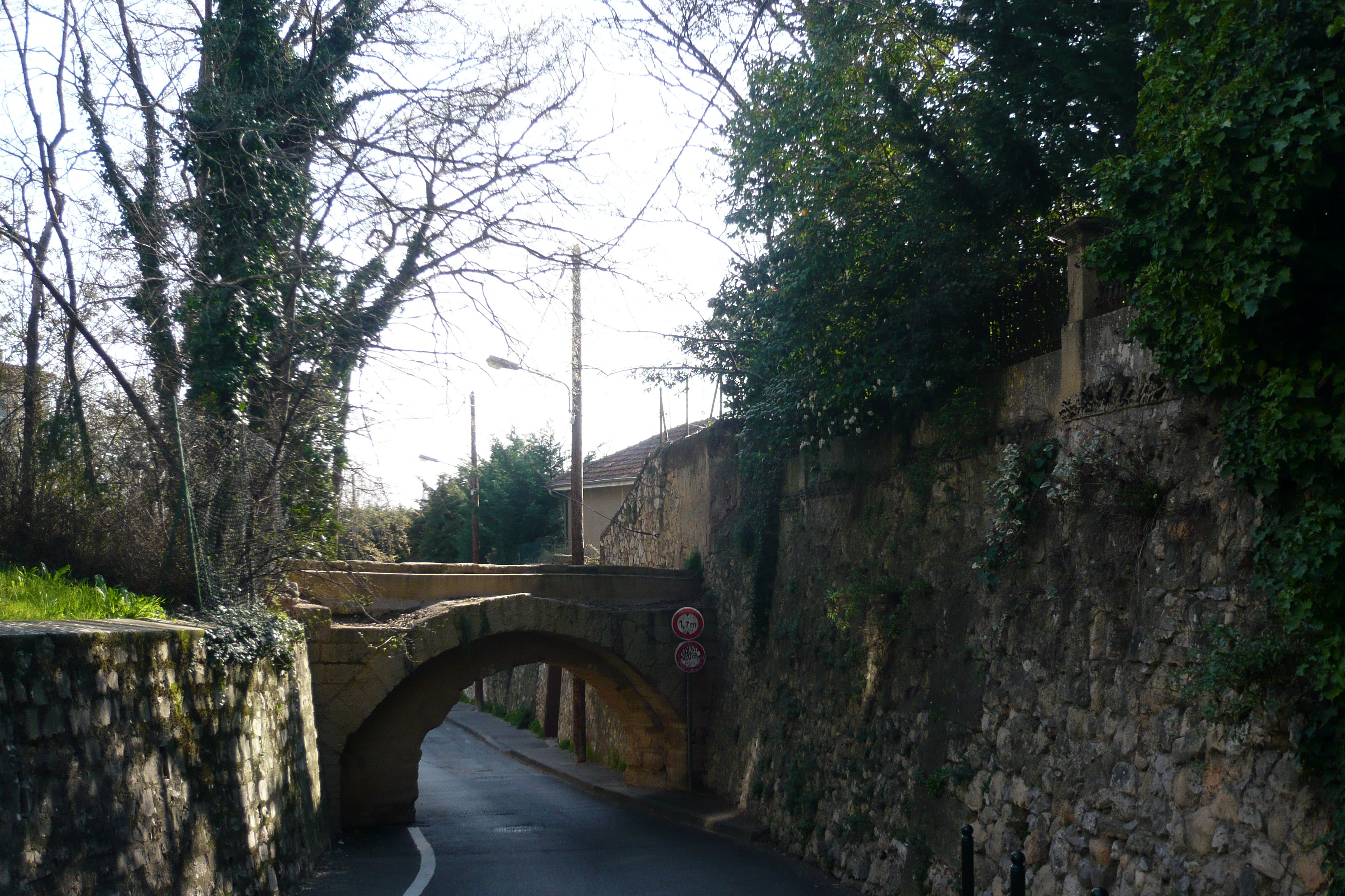
L'arche de l'aqueduc romain derrière le canal Zola.